# (4431) Holeungholee
(4431) Holeungholee ist ein Asteroid des Hauptgürtels, der am 28. November 1978 am Purple-Mountain-Observatorium in Nanjing entdeckt wurde. 
Der Asteroid wurde nach der 1994 gegründeten Holeungholee Foundation benannt, einer Stiftung, die Wissenschaft und Technologie fördert.